# Janet Emerson Bashen
Janet Rita Emerson Bashen (Mansfield, Ohio,12 de febrero de 1957), de soltera Emerson; es una empresaria estadounidense, consultora, e inventora de software, más conocida por patentar una aplicación de software de EEO basado en la web, Linkline, para ayudar en las investigaciones sobre la igualdad de oportunidades en el empleo y en el seguimiento de las reclamaciones. Bashen es considerada la primera mujer afroamericana en obtener una patente de software basada en la web. Como resultado de su trabajo con igualdad de oportunidades laborales y diversidad e inclusión, Bashen es considerada una defensora de la justicia social.
Creció en Huntsville, Alabama, y asistió a la Alabama A&M, un histórico colegio y universidad para personas de raza negra, pero no se graduó. Se casó con su compañero de clase, Ruffus Williams, un ingeniero aeroespacial, y se trasladó a Houston, Texas. Emerson se matriculó en la Universidad de Houston y se graduó en Estudios Jurídicos y Gobierno. Williams y Emerson se divorciaron en 1988.
En mayo de 1988 se casó con George Steven Bashen. Posteriormente, Bashen asistió a la Universidad de Harvard y completó el Programa de Mujeres y Poder. En la actualidad, Bashen forma parte del Consejo de Liderazgo Femenino de la Universidad de Harvard. También se graduó en la Facultad de Derecho de Tulane. Asistió a la Escuela de Trabajo Social Suzanne Dworak-Peck, en la Universidad del Sur de California, para cursar un doctorado.

## Familia y educación

### Ascendencia e infancia
Janet Rita Emerson nació el 12 de febrero de 1957 en Mansfield, Ohio. Hija de Ola Mae Emerson (1937- 2014) enfermera licenciada del Hospital de Huntsville y la primera enfermera afroamericana que trabajó en la sala de urgencias del hospital. Su padre James Lucker Emerson Sr. (7 de junio de 1935), fue un recolector de basura de la ciudad de Huntsville, Alabama, hasta su jubilación. La familia de Emerson se trasladó a Huntsville, Alabama, donde Emerson fue a una escuela primaria segregada hasta el quinto grado, cuando ingresó en la Escuela de la Quinta Avenida, una escuela anteriormente segregada en Huntsville, Alabama. Emerson procede de un entorno mestizo negro.
 

Debemos desafiar las narrativas raciales que a menudo se rigen por estereotipos y nuestra reticencia a encontrar un terreno común con alguien que no se parece a nosotros. Nuestra determinación debe ser coherente e inquebrantable. Es esencial restablecer nuestra visión del país con políticas que creen un entorno de igualdad de acceso
Janet Emerson Bashen

### Vida familiar
Emerson se casó con George Steven Bashen en 1988. Tienen una hija Blair Alise Bashen (nacida en 1989) y un hijo Drew Alec Bashen. En 2020, la hija de Emerson, Blair Bashen, se comprometió con el jugador tres veces campeón de baloncesto de la NBA Danny Green En 2021, se casaron en Texas de Houston.

### Carrera
Después de graduarse de la Universidad de Houston, Bashen trabajó para una compañía de seguros que maneja reclamaciones relacionadas con la igualdad de oportunidades de empleo. Bashen pensó que si contrataba investigadores independientes para evaluar tales afirmaciones, serían más imparciales. Posteriormente recibió un préstamo de 5.000 dólares de su madre y en 1994, fundó su propia empresa, Bashen Corporation, para investigar las denuncias de discriminación presentadas por los empleados.
A medida que su empresa crecía, Bashen se dio cuenta de la necesidad de encontrar mejores formas de almacenar y acceder a los datos relacionados con las reclamaciones. Con su primo, Donnie Moore, graduado en ciencias de la computación de la Universidad Tufts, Bashen comenzó a desarrollar un software. Esta fue la génesis del software LinkLine. En enero de 2006, Bashen recibió una patente nº 6.985.922.B1, lo que convirtió a Janet Emerson Bashen en la primera mujer afroamericana en obtener una patente de software basada en la web que se convirtió en "parte de un grupo de élite de inventores y científicos afroamericanos".

## Testimonio ante el Congreso
En mayo de 2000, Bashen testificó ante la Cámara de Representantes de los Estados Unidos que las investigaciones sobre derechos civiles y mala conducta de los empleados deberían estar exentas de la Ley de Información Crediticia Equitativa.

## Reconocimientos
- Black Enterprise – HOW JANET BASHEN BECAME A SOFTWARE PIONEER[12]
- Black Inventors' Hall of Fame[11]
- Bloomberg – ‘Next Big Thing’ at Risk as Fewer Women, Minorities Get Patents[11]
- 1998 Janet Emerson Bashen featured on CNN Financial Network
- 2000 Emerging (E-10) Award Winner
- 2000 Houston 100 Winner
- 2000 SJ Bashen testifies to the United States House of Representatives regarding the Fair Credit Reporting Act ("FCRA")
- 2003 Houston, TX Chamber of Commerce Pinnacle Award[9][8][10]
- 2004 National Association of Negro Women in Business Crystal Award[8]
- 2009 Lilly Ledbetter Fair Pay Act of 2009 was signed into law by President Barack Obama on January 29, 2009. The case was investigated by Bashen Corporation on behalf of their client Goodyear Tire & Rubber Co.
- 2010 MIT Recognition at World Festival of Black Arts and Culture in Dakar, Senegal[6][13][8]
- 2012 Named in Ebony magazine's Power 100 List of the most influential African-Americans in entertainment, politics, sports, and business[14]
- 2014 Elected to Women’s Leadership Board of the Harvard Kennedy School
- 2016 Speaker at The Black Enterprise’s “Women of Power Summit”, in Hollywood, FL[15]
- 2019 Bashen was a panelist at the 4th Annual Black History Month Community Empowerment Mixer in Austin, Texas.[6][13][8]